# Jorge Boudon
Jorge Boudon Vergara (Santiago, 3 de julio de 1921 - 31 de mayo de 2007) fue un comediante y actor chileno de cine, radioteatro, teatro y televisión.

## Biografía
Fue un actor autodidacta. Inició su carrera profesional haciendo una audición para ingresar al Teatro Experimental de la Universidad de Chile, pasando la prueba en forma destacada. En esa compañía, actuó en diversas obras, siendo galardonado por el Círculo de Periodistas con el máximo galardón de esa época, "El Caupolicán" por su papel de "Mengo" en la versión de 1952 de Fuenteovejuna. Participó en muchas otras obras de teatro, entre ellas Chañarcillo (1953), Ya Nadie Se Llama Deidamia (1956) y La Remolienda (1965), Don Quijote de la Mancha, donde se destacó en su papel de Sancho Panza, Bernardo O´Higgins, junto a Tennyson Ferrada, la comedia musical Irma La Dulce, en su papel de Bob, junto a Alicia Quiroga y un gran elenco.
Paralelamente realizó una carrera muy exitosa en la radiotelefonía, participando entre otros como director de los populares programas La Farándula Musical en Radio Yungay, posteriormente, la misma Farándula Musical y En Busca Del Éxito, en Radio Del Pacífico, junto a destacados artistas como Elena Moreno, Yoya Martínez, Alicia López, Tennyson Ferrada, Andrés Rojas Murphy, Héctor Santelices, Romilio Romo, Carlos Alonso, Paco Vergara y otros. En Residencial La Pichanga, de César Enrique Rossel, desempeñó el papel de Copucha el Colegial y posteriormente en los años 80, transmitió Las Picadas De Don Lucho en Radio Panamericana.  
En televisión fue muy popular como rostro de spots publicitarios, de los cuales se destacan: Don Lucho (El papel zebra), Si La Acidez Empieza Aquí (Baytalcid), El Solar de Sancho Panza, Pascua Feliz Para Todos             (Falabella), ¿Dónde Quedó Toda La Gente? (Dollypen). También formó parte del elenco de la miniserie Martín Rivas; participó en Sábados Gigantes de Canal 13; La Vida Es Una Lotería (2002), siendo su último papel, el de novio de Hildita; y por último, en la serie de TVN Los Venegas. 
Dentro de sus personajes más famosos se encuentran: Sancho Panza, Don Lucho, Don Nicola, Gordifloti y el Viejito Pascual de Falabella.
En cine, participó en varias cintas, entre ellas en El Santo y la Limosna, Gringuito, Sonrisas de Chile (1969), Tres Miradas a la Calle (1957), Tierra Quemada, Cómo Aman los Chilenos y Fragmentos Urbanos.
Fue padre de nueve hijos; su hija Jacqueline Boudon lo siguió en la carrera teatral.